# St. Cyriakus (Groß Hehlen)

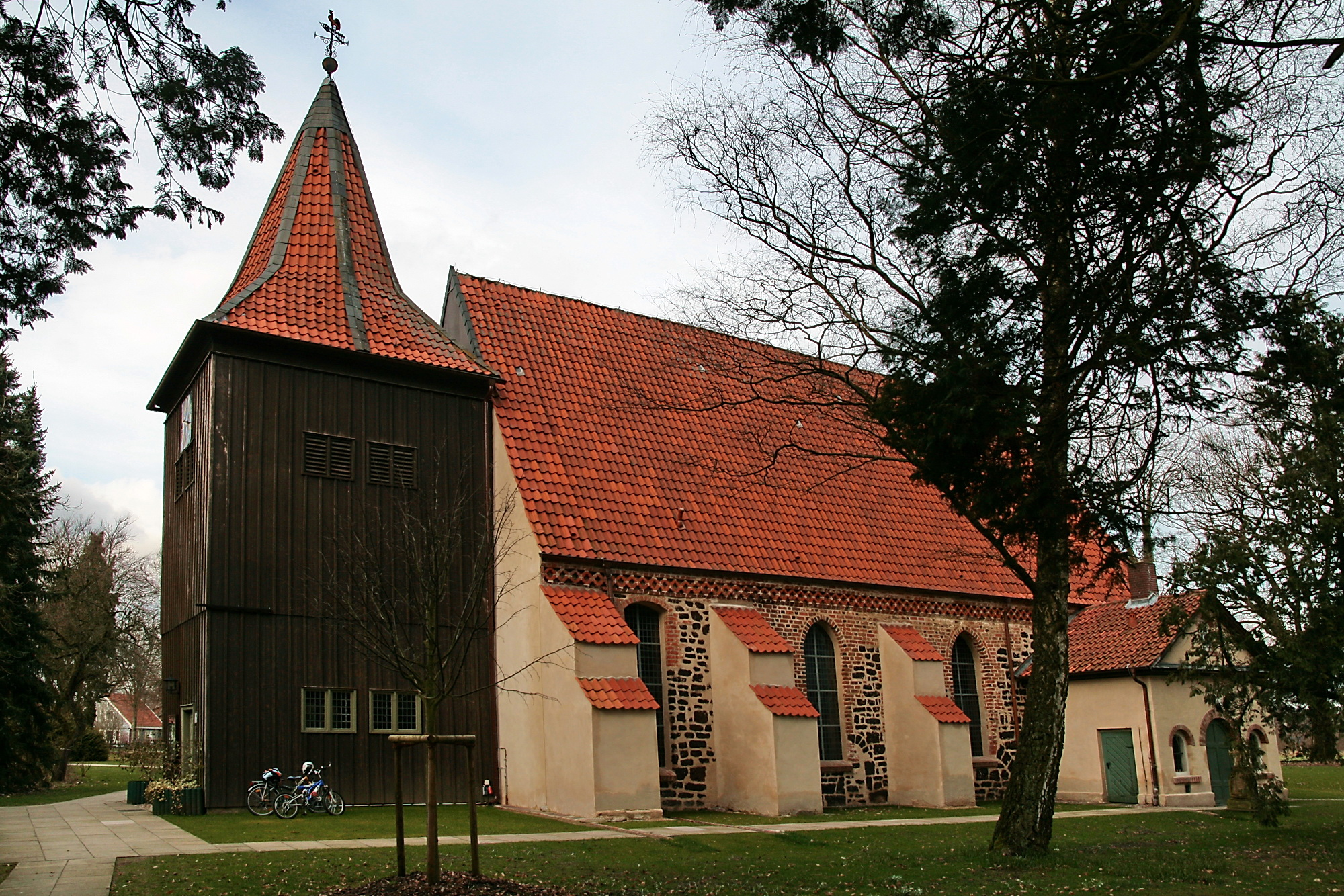
St. Cyriakus

St. Cyriakus ist die evangelisch-lutherische Kirche von Groß Hehlen, einem Ortsteil der Stadt Celle im Landkreis Celle von Niedersachsen. Die Kirchengemeinde gehört zum Kirchenkreis Celle im Sprengel Lüneburg der Evangelisch-lutherischen Landeskirche Hannovers.

## Beschreibung
Die ältesten Teile der Saalkirche, die Nord- und die Südwand des Langhauses, sind um 1200 entstanden. Sie bestehen aus Raseneisenstein. Schriftlich ist die Kirche aber erst 1235 nachgewiesen. Im 15. Jahrhundert wurden die Langhauswände mit Backsteinen erhöht, größere Fenster gebrochen und ein polygonaler Chor anstelle des romanischen Ostabschlusses errichtet. An der Südseite ist die Sakristei angebaut, die 1840  erneuert wurde. Um 1640 wurde das Langhaus nach Westen erweitert. Die Längswände werden von verputzten Strebepfeilern gestützt. Das Satteldach über dem Langhaus ist über dem Chor abgewalmt. 
Der romanische Kirchturm vor der Westwand des Langhauses war 1634 eingestürzt. An seiner Stelle wurde 1703 ein quadratischer Kirchturm aus Holzfachwerk gebaut, der mit Brettern verkleidet wurde. Er hat kleine rechteckige Klangarkaden nach Norden, Süden und Westen. Im Glockenstuhl hängen zwei Kirchenglocken, die ältere wurde 1743 und die jüngere 1793 von Peter August Becker gegossen. Das Zifferblatt der Turmuhr zeigt nach Westen. Bedeckt ist der Turm mit einem achtseitigen Zeltdach. Das Portal befindet sich an der Westseite des Turms, in dessen Erdgeschoss sich das Vestibül befindet. 
Der Innenraum ist mit einer Holzbalkendecke überspannt. 1933 wurden statt eines zunächst geplanten Erweiterungsbaus Emporen eingebaut und ein Anbau für die neue Orgel nördlich gegenüber der Sakristei errichtet. 1963/64 wurden die Emporen von 1933 wieder zurückgebaut, der Anbau für die Orgel entfernt und eine neue Westempore für die Orgel gebaut. 
Ein erstes Orgelpositiv wurde 1494 beschafft. 1764 erfolgte der Neubau einer großen Orgel, die sich später nicht mehr reparieren ließ. 1844 wurde eine Orgel mit 15 Registern, zwei Manualen und Pedal von Ernst Wilhelm Meyer gebaut, die 1933 durch ein neues Orgelwerk hinter dem Prospekt von 1844 von P. Furtwängler & Hammer und 1968 von Schmidt & Thiemann ersetzt wurde. 2008 wurde sie von der Orgelbauwerkstatt Elmar Krawinkel überarbeitet.